# رينالدو
رينالدو (بالبرتغالية: Reinaldo José da Silva) هو لاعب كرة قدم برازيلي، ولد في 24 فبراير 1980 في باتوس دي ميناس في البرازيل. لعب مع أتلتيكو مينييرو وغريميو بورتو أليغرينزي ونادي أونيفرسيداد ناسيونال ونادي سيارا ونادي فاسكو دا غاما ونادي هلسينغبورغ.